# Real Unión de Ornitólogos de Australasia
La Real Unión de Ornitólogos de Australasia (En inglés: Royal Australasian Ornithologists Union), abreviada como RAOU, es una organización sin fines de lucro fundada en 1901 para promover el estudio y conservación de las aves nativas de Australia, convirtiéndose así en la asociación australiana de ornitología más antigua. En 1996 su nombre cambió a Birds Australia. La RAOU fue una de los primeros patrocinadores de la Gould League. También es la más grande organización no gubernamental, sin fines de lucro, de Australia. En 1996 adoptó el nombre comercial de las Aves Australia para la mayoría de sus apariciones y fines públicos, al tiempo que conserva su nombre original para los efectos legales y como el editor de su revista el Emu.
El RAOU fue el instigador del Atlas de las Aves de Australia del proyecto. También es el editor (en asociación con Oxford University Press) de la enciclopédica Manual de Australia, Nueva Zelanda y las aves antárticas. Posee una revista trimestral de miembros a color es, el RAOU es el socio australiano de BirdLife International, el lema de la RAOU es 'Conservación a través del Conocimiento'.

## Historia

### Establecimiento
El RAOU se constituyó formalmente (como la Unión de Ornitólogos de Australasia) el 1 de julio de 1901 en Melbourne, Victoria, tras una serie de reuniones informales celebradas por un pequeño grupo de aficionados ornitólogos de 1896 La fuerza impulsora detrás de la formación de la Unión era Archibald J . Campbell. La membresía fundadora fue de 137 personas, incluyendo 6 mujeres y 10 miembros en el extranjero.
La primera Asamblea General de miembros se celebró en Adelaida el 1 de noviembre de 1901, donde fueron elegidos los titulares de cargos. El primer presidente fue el coronel William Vicente Legge de Tasmania, el secretario fue Dudley Le Souef, el tesorero Robert Hall, y los editores Archibald J. Campbell y Henry Kendall. Tales reuniones generales, se llevan a cabo anualmente a partir de entonces pronto denominados 'congresos' y, normalmente, fueron acompañados por los 'campamentos' anuales de varios días de duración, que dio a los miembros la oportunidad de conocer y recoger las muestras de las aves y los huevos.

### Primeros años
Muchos miembros RAOU en el siglo XX se llamaron 'oologists' (Literalmente en español Aveadores), aunque la distinción entre la disciplina en teoría científica de la Ologia la y simple recolección de huevos era borrosa. Determinación de la posible, pero las especies más comunes y distintivos generalmente implicaba la recogida de muestras para ser hecho en pieles de estudio. Modernos guías de campo no existían y pocas personas podían permitirse el masivo multivolumen, profusamente ilustrado, manuales de John Gould y Gregory Mathews . Sin embargo, tanto Archibald J. Campbell y Alfred North habían producido guías completas a lo que se sabía sobre los nidos y huevos de aves de Australia, con ilustraciones de los huevos en lugar de las propias aves, lo que refleja el predominio de huevo y la piel se acumule en la ornitología del tiempo.
El 12 de abril de 1905 algunos miembros de Melbourne formaron el Club de Observadores de Aves para facilitar las reuniones formales más frecuentes y menos costos a los viajes de campo. En este tiempo, la pertenencia a la Unión es un requisito previo para ser miembro del Club. En 1916, cuando la Unión adquirió su propio espacio para reuniones y almacenamiento de las muestras donadas, se hizo imposible para el Club compartir el uso de la habitación. Esto llevó al club a estar inactivo durante los próximos años, a pesar de que fue revivido con éxito como una entidad independiente en
1927.
1907 vio el tema de la conservación de las aves planteado prominentemente con la publicación en el Emu de artículos y fotografías de Arthur Mattingley, quien representa en sus fotografías a hambrientas garceta pichones en una colonia de cría donde los pájaros padres habían sido asesinados por el comercio internacional de plumas para la sombrerería. Las fotografías fueron ampliamente reproducidos a nivel internacional como parte de una campaña para detener el comercio ilegal en el mercado negro. Como resultado, la moda por llevar plumas en sombreros y tocados fue cambiada y el mercado se derrumbó.
En 1909 la Unión fue uno de los primeros grandes patrocinadores de la Liga Gould de los amantes del pájaro, que fue fundada por Jessie McMichael y apoyado por el Dr. John Leach Albert, el director del Estudio de la Naturaleza en el Departamento de Educación de estilo victoriano.
En 1910 a la Unión se le dio el permiso por el rey Jorge V, recién ascendido al trono, para utilizar el prefijo Real ('Royal') en lo que hasta entonces había sido simplemente la Unión de Ornitólogos de Australasia.
A principios de 1913, la primera lista de verificación Oficial de las Aves de Australia fue publicado como un suplemento a la UEM. Durante muchos años, la compilación de listas de verificación y la producción de suplementos regulares a ellos era una actividad constante, y la posición de Presidente del Comité de lista de verificación fue muy importante. Casi de inmediato se publicó la primera lista de verificación, y se hizo evidente que el trabajo necesario para continuar hacia una segunda edición, publicada finalmente en el año 1926.

### Cambio de actitudes
El año 1911 estuvo marcado por la publicación de un libro de aves de Australia, escrito por John Albert Leach. La popularidad de la primera edición se aseguró de que una serie de nuevas ediciones y reimpresiones continuó en la década de 1960. Esto fue seguido en 1931 con la primera publicación de Neville Cayley llamada ¿Qué pájaro es eso?, nuevas ediciones de los cuales siguieron publicándose en la década de 1980. Estos libros se centran en la identificación de aves en lugar de la recolección y eran asequibles al público en general. Ellos reflejan el estado de ánimo cambiante en ornitología amateur, a través de la primera mitad del siglo XX, desde la recogida de la observación.
Los campamentos anuales cada vez estaban siendo vistos como oportunidades para la observación de aves , fotografía y estudios no destructivos. Durante el campamento 1933 cerca de Moree , Nueva Gales del Sur , extensa recolección de huevos por los oologists presentes suscitó muchas críticas de otros miembros; los huevos-recolectores fueron censurados después formalmente. Esta creciente división entre las actitudes de los miembros para pájaro-estudio llegó a un punto en el campamento 1935 en Marlo , el este de Victoria , cuando un ornitólogo de museo, llamado George Mack , provocativamente disparó a un Robin Scarlet en su nido, que había estado bajo observación por la parte . Esto causó indignación entre muchos miembros y fue seguido por una decisión del Consejo RAOU nombrar un comité para reconsiderar la cuestión de la recogida. El resultado fue una política que la recolección de especímenes, excepto bajo permiso del gobierno, no era aceptable, y que no se recojan debe tener lugar en los campamentos de todos modos.

### Decadencia y División
Composición del RAOU, después de alcanzar un pico en la década de 1920, entró en un declive durante la Gran Depresión y la Segunda Guerra Mundial y había dificultades para cumplir con los gastos de impresión del Emu . Después de la guerra, el número de miembros comenzaron a subir de nuevo. Sin embargo, durante los años 1950 y 1960, hubo una mayor división entre los miembros. Hubo quienes disfrutamos del ambiente de club de los campamentos y la cómoda, a veces hablador, el estilo del Emu . Otros, incluyendo a los profesionales involucrados en la ornitología, así como los aficionados más rigurosos científicamente, querían que el RAOU sea científicamente creíble y publicar una revista ornitológica que mereció el reconocimiento internacional.
La repentina muerte de Charles Bryant en 1960, mientras que el Editor del Emu fue otro golpe. Había editado y dirigido la publicación de la revista durante más de 30 años, pero se había olvidado de prever la necesidad de un sucesor. Los que sí lo sucediera durante la década de 1960, luchó para mantener, y mucho menos desarrollar, la revista de una manera que el número de miembros y los nuevos tiempos exigían, y su número, debido a problemas con las impresoras, se estaba convirtiendo errático. Por otra parte, las cuentas estaban cayendo en el caos y la sobrecarga de trabajo administrativo se estaba volviendo peor cada año. Hubo crecientes críticas de los miembros, sobre todo a partir de la ACT rama, que contenía una alta proporción de los miembros que estaban científicos profesionales.
Una carta de la rama ACT a la reunión del Consejo RAOU en julio de 1966, criticó fuertemente el nivel de la UEM , el desorden administrativo y la pasividad respecto a los estudios de conservación y de campo. Terminó proponiendo dos mociones formales para (i) políticas activas para la organización de la investigación, la publicidad y eduucation, y (ii) estableció un comité para implementar la primera. Posteriormente, en septiembre de 1966 se nombró un comité de este tipo de reforma, bajo la presidencia de Keith Hindwood . Sin embargo, la falta de acuerdo entre los miembros del comité llevó a su disolución en agosto de 1967, menos de un año después. El RAOU estaba en crisis.

### Reforma y Avivamiento
Hasta este punto, el Emu había sido la única publicación en serie producida por la RAOU para todos los miembros, y fue de lejos el mayor costo financiero para la organización. Para la mayoría de los miembros de la recepción de la revista fue el único contacto directo que tuvieron con el RAOU. Sin embargo, el contenido de Emu estaba siendo atacado tanto de los 'científicos' que querían más rigor y menos material en el local, y de los "aficionados" que no le gustaba el lenguaje científico de muchos papeles. La solución a largo plazo sería la de atender por separado para ambos grupos. El inicio de este proceso fue la decisión por el Consejo RAOU en 1968 para permitir un tipo de membresía y sin una suscripción a Emu . El siguiente paso fue cuando Jack Hyett renunció como editor de Emu en 1968, el Poder ACT nominado Stephen Marchant para la dirección editorial, y fue elegido sin oposición. Marchant fue editor durante los próximos doce años y se transformó Emu en la revista magra y riguroso querían los 'científicos'.
Con respecto a otras reformas necesarias, el nuevo presidente, Allan McEvey , creó un nuevo comité de revisión de dos, Dom Serventy y él mismo. Serventy, un científico del CSIRO, fue el autor principal del informe de revisión y se dirigió tanto la necesidad de un sentido de lo que el RAOU debería estar haciendo, y la estructura que le permita hacerlo. Aunque hubo una considerable oposición vocal a las propuestas de reforma (incluyendo la reducción del número de personas en el Consejo de un cuarenta y difícil de manejar a sólo nueve) el informe fue ratificado por el Consejo en abril de 1969 y aprobado en una Junta General Extraordinaria en junio de 1969, con el voto siendo más del 80 % a favor. Más tarde ese mismo año llegó el primer número del Boletín RAOU , una publicación que evolucionaría para convertirse en la revista Envergadura .
Una consecuencia quizás inevitable de las reformas fue la enajenación de algunos de los miembros y funcionarios del Consejo. La drástica reducción del número de Consejeros significó que muchas posiciones regionales en particular, ya no existían. Algunos miembros abandonaron la organización y muchas transfieren su lealtad activa al Pájaro Observadores del Club . Se establecieron grupos regionales independientes para atender a aquellos que se sentían marginados por el nuevo orden, en sustitución de las ramas RAOU anteriores. Una comparación de los nombres de los funcionarios del Consejo entre 1968 y 1972 muestra el reemplazo casi completo, con la mayor parte del cambio que se produce entre 1969 y 1970 El proceso de renovación era doloroso y el sentimiento de alienación, para algunos, era permanente.
Una de las pruebas de la RAOU reformada iba a ser la medida de su implicación con el Congreso Ornitológico Internacional (COI), celebrada en Canberra en 1974 con cerca de 800 delegados asistentes. El secretario general del Congreso (es decir, el principal organizador) fue el Dr. Harold Frith que no sólo era uno de los duros de la facción 'científicos' de la anterior a la reforma RAOU, pero también había amenazado con iniciar un grupo de competir con su propia diario si las reformas no habían procedido. En última instancia la RAOU contribuyó al éxito de la COI mediante la provisión de fondos (junto con la Academia Australiana de Ciencias (AAC) y la asistencia administrativa de la CSIRO ), y con la organización de excursiones para los delegados. El nombramiento en 1974 de Tommy Garnett como Secretario RAOU era también un movimiento que ayudó a poner orden a las crecientes exigencias administrativas de la organización en evolución.

### Proyectos, Personas y Bienes
Una parte esencial de la revolución dentro de la RAOU a finales de 1960, y su evolución durante la década de 1970 fue un fuerte impulso para llevar a cabo estudios de campo científico con la participación de voluntarios. El primero de los principales proyectos emprendidos fue el Atlas de las Aves de Australia . El trabajo de campo para este proyecto se llevó a cabo durante cinco años calendario 1977-1981 y transformó la organización. Pauline Reilly era presidente RAOU y un entusiasta defensor del Atlas en los años previos a la fase de trabajo de campo del proyecto y ella fue posteriormente Presidente del Atlas Comité, que supervisó el proyecto. Los miembros del personal de primera pagados del RAOU fueron nombrados en relación con el proyecto, y la primera propiedad, una pequeña casa en Dryburgh Street, North Melbourne , adquirida como premisas para que en 1976, pronto se hizo evidente que la casa era demasiado pequeña y una actualización era necesaria; que fue sustituido en 1979 por una casa en Gladstone Street, Moonee Ponds . La logística de la gestión de un proyecto nacional atlassing pájaro, con 3.000 voluntarios atlassers mapeo de la avifauna de un continente, estiran los recursos de la organización más allá de los límites razonables, pero el RAOU se vio obligado a crecer en el proceso.
El período del primer Atlas también coincidió con un movimiento para establecer observatorios de aves como los centros de investigación de campo. Estos fueron Eyre en 1976, Rotamah Island en 1979, Barren Tierras en 1982, y Broome en 1988, más tarde el énfasis pasó de la creación de centros de campo a la compra de propiedades grandes como la conservación del hábitat , con la adquisición de Gluepot Reserva en 1997 y Newhaven Reserva en 2000.

### La reconciliación con los "aficionados"
Entre el comienzo y el final del primer proyecto Atlas membresía RAOU creció de menos de un mil a más de dos mil. No todos los Atlassers hicieron miembros, pero muchos lo hicieron, y la mayoría de ellos no estaban interesados en la suscripción de la Emu pero estaban felices de recibir la Newsletter RAOU que contenía todas las noticias informal en la casa que la anterior a la reforma Emu había llevado. En 1991, el boletín ha sido renombrado Envergadura , una revista en color brillante recibida por todos los miembros. En 2004 menos del 20 % de los miembros RAOU suscrito a la Emu .
En 1996, el RAOU adoptó formalmente el nombre de Birds Australia para la mayoría de los fines públicos, y actualizó su logo de un Emu solitario a un Emu con una familia de pollos, lo que refleja un nuevo crecimiento en el tamaño y el número de sus grupos regionales.

### Manteniendo los "científicos" felices
1996 también vio la primera Conferencia del Hemisferio Sur de Ornitología (SHOC), celebrada en Albany, Australia Occidental . Esta fue una iniciativa del profesor Brian Collins, presidente RAOU en el momento. Otra SHOC se celebró en la Universidad de Griffith , Brisbane , en el año 2000 antes de la RAOU perfeccionó su concepto de conferencias e inició la primera Conferencia de Australasia Ornitología (AOC), organizado con la Universidad Charles Sturt en Bathurst, Nueva Gales del Sur en diciembre de 2001, también a partir de 2001, la gestión directa y la publicación del Emu se subcontratan a CSIRO Publishing , que ya maneja una gran estabilidad de las revistas científicas internacionales y australianos.

### HANZAB
Otros proyectos, como el Conteo de Aves de Australia (1989-1995), siguieron el primer Atlas. Sin embargo, el proyecto que dominaría el período comprendido entre la década de 1980 hasta 2006 fue el Manual de Australia, Nueva Zelanda y las aves antárticas (HANZAB). Financieramente fue el proyecto más grande de todos, y una que cuela recursos RAOU más que cualquier otro. La necesidad de proporcionar condiciones adecuadas de trabajo para el personal HANZAB fue un factor que obligó a otro movimiento de su sede central a unas instalaciones más grandes en Riversdale Road, Hawthorn en 1994.

### Estado de las Aves de Australia
Desde 2003 Aves Australia ha producido un anual Estado de las Aves de Australia (SOAB) informe. Los informes recopilar y difundir información sobre las tendencias de las poblaciones de aves de informar a los australianos del estado de sus aves. Las ediciones de 2003 y 2008 SOAB son resúmenes de cinco años, mientras que las otras ediciones son temáticos sobre diversos aspectos de la avifauna de Australia (por ejemplo SOAB 2010 era tema de los pájaros y de las Islas). Parte del material presentado en SOAB se extrae de proyectos Birds Australia, especialmente el Atlas de las Aves de Australia del proyecto.

### El Futuro
El volumen final de HANZAB se publicó en 2006, y una era en la historia de la RAOU llegó a su fin. En marzo de 2007 el RAOU trasladó su oficina nacional a las nuevas (y por una vez, más pequeño) locales en el Edificio Verde a 60 Leicester Street, Carlton , Melbourne.
El 21 de mayo de 2011 Miembros de ambas Birds Australia y Aves Observación y Conservación de Australia (BOCA) votaron por abrumadora mayoría en sus respectivas Juntas Generales de Accionistas de fusionar las dos organizaciones en una sola entidad para ser nombrado BirdLife Australia .

## Honores y premios
El RAOU siempre ha reconocido servicio a la organización y a la ornitología a través de la concesión del título de miembro de la Unión de Ornitólogos de Australasia Royal (FRAOU) a un número pequeño y limitado de individuos. También reconoce la excelencia en las contribuciones al conocimiento ornitológico a través de premios anuales: la Medalla Serventy DL para obra publicada excepcional sobre las aves en región de Australasia, y la Medalla John Hobbs para importantes contribuciones a aficionados de la ornitología.